# Рецепт на очки
Рецепт на очки — бланк, в котором содержатся параметры линз и оправы, необходимые для изготовления очков.

## Рецепт на обычные очки

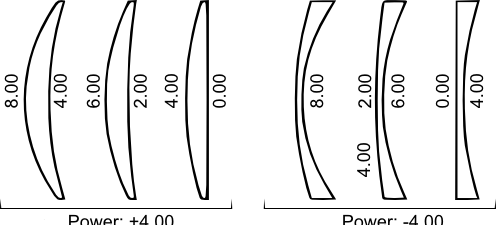
Примеры разных линз с оптической силой +4.0 (для дальнозоркости) и −4.0 (для близорукости) диоптрии соответственно

- OD (лат. oculus dexter) — правый глаз;
- OS (oculus sinister) — левый глаз;

Обычно сначала указываются параметры линзы на правый глаз, потом — на левый.
- OU (oculus uterque) — оба глаза — может использоваться при выписке одинаковых линз на оба глаза;
- D.P., DP (distantia pupillaris), РМЦ — расстояние между центрами зрачков в миллиметрах. У очков для дали и для близи, выписанных для одного человека, расстояние между центрами зрачков может отличаться.
- Sph (sphaera) — сфера — оптическая сила линзы, указывается в диоптриях (обозначается D или дптр, часто величина не указывается); чем больше значение без учёта знака, тем сильнее линзы.
  - Для близорукости (миопии) используют рассеивающие линзы и указывают оптическую силу со знаком «-». Может сопровождаться латинским термином «concave».
  - Для дальнозоркости (гиперметропии) используют собирающие линзы и указывают оптическую силу со знаком «+». Может сопровождаться латинским термином «convex».

Обычно оптическая сила указываются с точностью до 0.25 диоптрии.

## Рецепт на очки при астигматизме
При коррекции астигматизма используются цилиндрические линзы, имеющие два перпендикулярных меридиана, вдоль которых оптическая сила линз отличается.
- Cyl (cylindrus) — цилиндр — разница оптической силы в двух меридианах, указывается в диоптриях.
- Ax (axis) — ось — положение одного из меридианов, называемого осью цилиндра, указывается в градусах (°) от 0 до 180.

В качестве значения сферы у очков при астигматизме указывается значение оптической силы вдоль оси цилиндра.
Имеется два способа записать один и тот же рецепт на цилиндрические линзы в зависимости от того, какой из двух перпендикулярных меридианов считается осью цилиндра. В одном из этих вариантов значение цилиндра положительно, в другом — отрицательно.
При пересчёте параметров из одного варианта в другой:
- к показателю оси добавляется или вычитается 90°, чтобы число находилось в диапазоне от 0° до 180°,
- к показателю сферы прибавляется показатель цилиндра,
- после предыдущего шага у показателя цилиндра меняется знак.

Примеры пересчёта:
sph +6.0 cyl −2.0 ax 80 = sph +4.0 cyl +2.0 ax 170
sph −1.5 cyl +1.0 ax 100 = sph −0.5 cyl −1.0 ax 10

## Рецепты на более сложные очки
- Add (additio — прибавление) — аддидация — «прибавка для близи» — разница между оптической силой в зонах для зрения вдаль и для зрения вблизи, указывается в диоптриях. Используется для описания параметров бифокальных и прогрессивных очков, предназначенных для коррекции пресбиопии.

Максимальное значение аддидации не превышает +3.0 диоптрии.
- Prism (prisma) — призма — сила призматической линзы, указывается в призматических диоптриях, округляется до 0.5 p.d. Используются в очках для коррекции косоглазия. Также указывается направление основания призмы.

## Примеры рецепта на очки
```
OD sph -3.0

OS sph -1.5 cyl -1.0 ax 90
```

Рецепт означает:
- для правого глаза выписана сферическая рассеивающая линза (для коррекции близорукости) оптической силой −3.0 диоптрии;
- для левого глаза выписана цилиндрическая рассеивающая линза (для коррекции близорукости) со сферой −1.5 диоптрии и цилиндром −1.0 диоптрии (то есть оптическая сила вдоль оси цилиндра составляет −1.5 диоптрии, а вдоль перпендикулярного ей меридиана составляет −2.5 диоптрии), при этом ось цилиндра расположена по оси 90 градусов.

```
OU sph -2.0 +1.5 add
```

Рецепт означает:
- на оба глаза выписаны бифокальные линзы с зоной для дали −2.0 диоптрии и «прибавкой для близи» +1.5 диоптрии.